# Wilfried Wieck

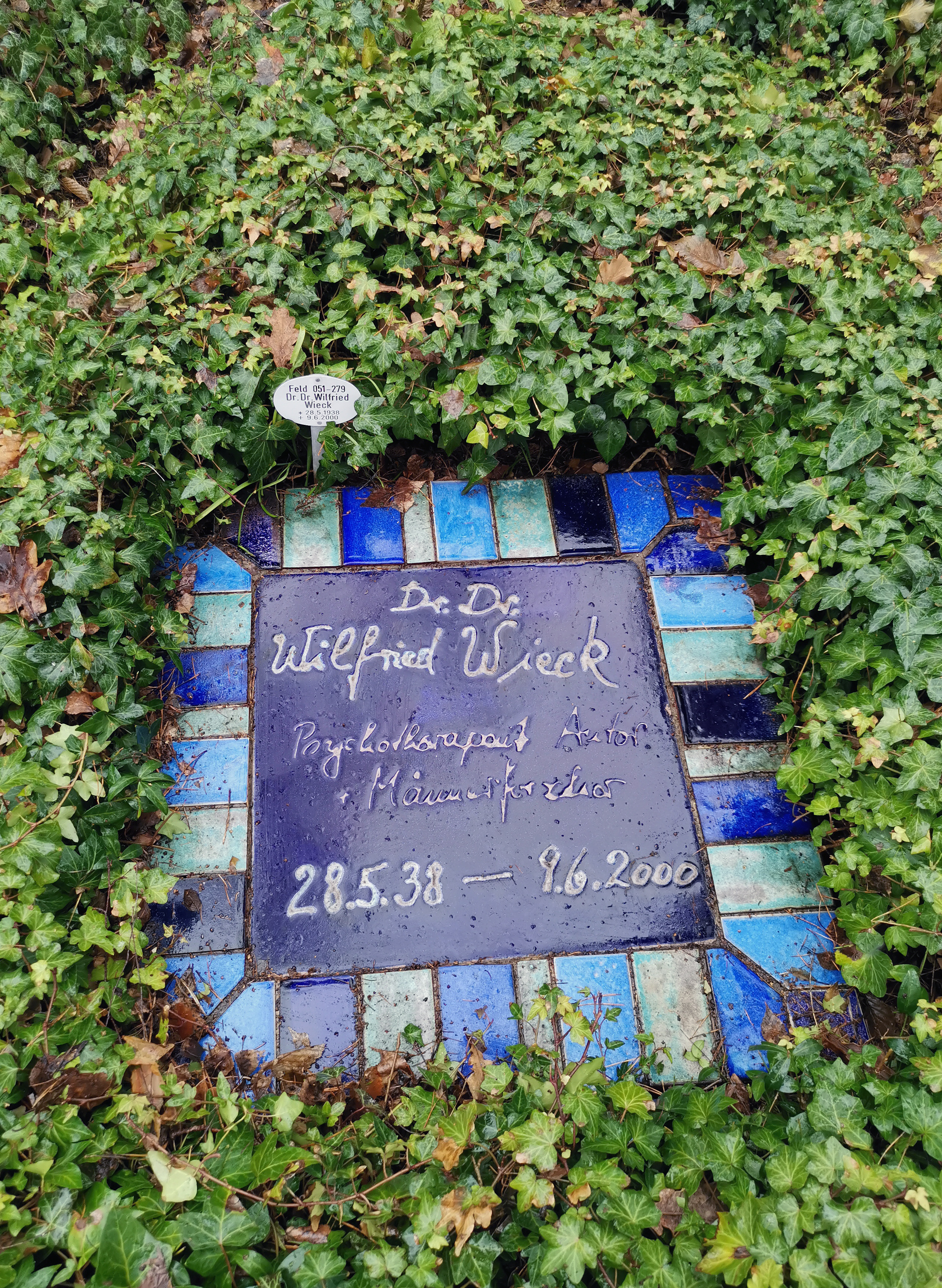
Grabstelle auf dem Waldfriedhof Zehlendorf in Berlin (Feld 51-279)

Wilfried Wieck (* 28. Mai 1938 in Berlin-Steglitz; † 9. Juni 2000) war ein deutscher Psychologe und Schriftsteller.

## Leben
Nach einem Studium der Mathematik und Physik 1971 Promotion in Betriebswirtschaftslehre. Nach Heirat mit Almuth Wieck, 1964, einige Jahre Mitarbeit in Kinderladeninitiativen. 1966 Geburt der Tochter Katja Irina Wieck. Durch Kontakt mit Josef Rattner entsteht die Motivation zu einem Studium der Psychologie an der Freien Universität Berlin. 1981 Promotion gemeinsam mit seiner Lebensgefährtin Irmgard Hülsemann zum Thema "Über-Ich-Konflikte als therapeutisches Problem". Nach langjähriger Mitarbeit im Arbeitskreis für Tiefenpsychologie, Gruppentherapie und Gruppendynamik, ab 1980 in einer eigenen psychologischen Praxis mit Irmgard Hülsemann in Charlottenburg tätig. Das Konzept seiner Arbeit wurzelt in der Tiefenpsychologie, humanistischer Psychologie und zunehmend unter Einbeziehung feministischer Sichtweisen auf die Probleme von Frauen und Männern. Im Jahr 1982 begann Wieck seine Tätigkeit als Dozent an der Lessing-Hochschule zu Berlin, die er bis zu seinem Tode ausübte.
Lese- und Vortragsreisen führten Wieck durch Deutschland, Schweiz und Österreich und machten ihn einem breiten Publikum bekannt. Zahlreiche Einladungen zu Talk Shows nahm er an u. a. Drei nach Neun, Mona Lisa, Nachtclub, Ziischtig Club, Zeil um Zehn, Berliner Salon, Freitagnacht – Berliner Talkshow, Nachtcafé. 1989 nahm Wieck gemeinsam mit Irmgard Hülsemann an den Goldegger Dialogen zum Thema "Lebensangst – Ängste leben" teil.
Wilfried Wieck lebte bis zu seinem Tod in Berlin.

### Patriarchatskritische Männerarbeit und "Männer lassen lieben"
1983 beginnt Wieck die patriarchatskritische Männerarbeit zu entwickeln. Zu diesem Thema sind von ihm zahlreiche Bücher erschienen. Davon wurde "Männer lassen lieben" in mehrere Sprachen übersetzt u. a. auf Polnisch, Italienisch, Niederländisch, Japanisch und Finnisch. Eine der Kernthesen des Buches ist, dass im Patriarchat Männer wichtige emotionale Beziehungs- und Gefühlsarbeit an Frauen delegieren. Dadurch würden sie sich der eigenen menschlichen Weiterentwicklung entziehen oder sie sogar aktiv verweigern, was ihre Bindungs-, Beziehungs- und Liebesfähigkeit häufig enorm einschränkt. Gleichzeitig versäumten sie durch diese Haltung die Auseinandersetzung mit Defiziten und Verletzungen aus der Kindheit. Die traditionelle Erziehung führe dazu, dass Weiblichkeit durch Nähe und Bindungsfähigkeit definiert wird, während Männer sich durch Distanz und Trennungsfähigkeit als männlich erleben. Weil Frauen darauf vorbereitet seien, diese emotionalen Defizite auszugleichen, führe das nicht nur zu der irrigen Annahme, dass Männer weniger bedürftig seien als Frauen, sondern auch zur Abwertung weiblicher Fähigkeiten und Werte. Hierin wurzeln zahlreiche Konflikte in Paarbeziehungen bezüglich der Bedürfnisse nach Nähe und Distanz, Abhängigkeit und Unabhängigkeit. In Konfliktsituationen griffen Männer häufig auf die in ihrer eigenen Kindheit erfahrene Gewalt zurück oder verfallen in Schweigen, also eine Strategie des emotionalen Rückzugs, die bestehenden Probleme ungelöst zu lassen. Die Lösung werde den Frauen überlassen, die sich immer wieder den Männern zuwenden und für diese die mühsame Gefühlsarbeit übernehmen sollen. Besonders fatal sei die direkte Übertragung dieser Rollenvorbilder auf Kinder, denen dadurch gleichzeitig der Vater zu weit entfernt und abwesend, und denen die Mutter zu nah und überbeschützend vorkomme. Es sei diese oft hingenommene Rolle der Mutter, die stellvertretend für den Vater das Kind tröstet oder die Ausbrüche des Vaters zu erklären oder zu entschuldigen Versuche, was in Wiecks Augen die Frauen ebenfalls zu Täterinnen werden lasse. Indem sie dem Mann beständig seine eigene emotionale Arbeit abnehme oder sein gewalttätiges Verhalten hinnehme, paktiere sie heimlich mit dem Patriarchen und stütze dieses System auf andere, aber ebenso wirkungsvolle Art wie die Männer. Die Frau werde durch ihre selbst verleugnende Haltung zur Mit-Täterin. Das patriarchale Arrangement der Geschlechter werde so zu einer Quelle von Frustration und Gewalt, welche sowohl in den privaten Beziehungen als auch innerhalb gesellschaftlicher Strukturen zu Leid und Zerstörung führe. Veränderung sei nur möglich, wenn zahlreiche Männer und Frauen bereit sind, ihre traditionell angeeigneten Rollenmuster zu hinterfragen, soziale Zwänge abzulegen, Neues auszuprobieren und an umfassenden Wachstumsprozessen gemeinsam interessiert sind.

## Werke
- mit Irmgard Hülsemann: Über-Ich-Konflikte als therapeutisches Problem. (Lösungsansätze in der Gruppe). Dissertation, Freie Universität Berlin, 1981.
- mit Irmgard Hülsemann: Die geheimen Verbote. Moralische Konflikte in der Therapie. Kreuz-Verlag, 1989, ISBN 3-7831-0988-4.
- Männer lassen lieben. Kreuz-Verlag, 1989, ISBN 3-7831-0880-2.
- Lebensängste – Ängste leben. 8. Goldegger Dialoge – Tagungsband mit Beiträgen von Eugen Drewermann, Irmgard Hülsemann, Verena Kast, Wolfgang Wesiack, Wilfried Wieck u. v. a. Verlag Kulturverein Schloss Goldegg, 1989.
- Söhne wollen Väter. Wider die weibliche Umklammerung. Hoffmann und Campe, 1992, ISBN 3-455-08463-X.
- Wenn Männer lieben lernen. Fischer-Tb, 1993, ISBN 3-596-11095-5.
- Absender: Dein Sohn. Briefe an den Vater. DTV, 1995, ISBN 3-423-30466-9.
- Meine Tochter und ich. Ein Vater will erwachsen werden. Fischer-Tb, 1996, ISBN 3-596-13160-X.
- Was Männer nur Männern sagen. Kreuz-Verlag, 1999, ISBN 3-7831-1708-9.
- Liebe Mutter, du tust mir nicht gut. Kreuz-Verlag, 2000, ISBN 3-268-00254-4.
- Die Erotik des Mannes. Zwischen Sehnsucht und Erstarrung. Vedo-Verlag, 2002, ISBN 3-7831-2116-7. (Aus dem Nachlass und vorliegenden Manuskripten durch Irmgard Hülsemann herausgegeben)